# 福永奨
福永 奨（ふくなが しょう、1999年7月28日 - ）は、神奈川県横浜市保土ケ谷区出身のプロ野球選手（捕手）。右投右打。オリックス・バファローズ所属。

## 経歴

### プロ入り前
横浜市立上菅田小学校2年の時に川島イーグルスに入団して野球を始める。横浜市立上菅田中学校時代はリトルシニアの戸塚シニアに所属し、3年夏は全国大会4強入りを果たしている。
横浜高等学校では1年春からベンチ入り。1年秋には一旦正捕手の座を掴んだが、2年春から再び控えとなり、夏は第98回全国高等学校野球選手権大会に代打で出場した。2年秋から主将と正捕手を務め、3年夏は第99回全国高等学校野球選手権大会に出場。1回戦の秀岳館戦に「6番・捕手」で先発出場し、7回に田浦文丸から3点本塁打を放ったが、チームは初戦敗退した。同期に増田珠、1学年上には藤平尚真、石川達也、1学年下には万波中正がいる。
國學院大學では、2年春から東都大学野球リーグに出場し、3年秋に正捕手の座を獲得。4年時には主将としてチームを初のリーグ戦春夏連覇に導き、秋の明治神宮野球大会はベスト4入りを果たした。また秋のリーグ戦は打率.323、2本塁打、7打点の成績で最高殊勲選手に輝いた。同期に川村啓真、1学年上に小川龍成、2学年上に吉村貢司郎と横山楓、3学年上に清水昇がいる。
2021年10月11日に開催されたドラフト会議においてオリックス・バファローズから3位指名を受け、11月30日に契約金6000万円、年俸1000万円で入団に合意した（金額は推定）。背番号は32。

### オリックス時代
2022年の春季キャンプはA班に入っていたが、2月24日の埼玉西武ライオンズとの練習試合の際に打者のファウルチップを左足に受け、左第一中足骨底剥離骨折と診断された。開幕は二軍スタートであったが、4月8日に捕手の頓宮裕真らが新型コロナウイルスの陽性判定を受けたために感染拡大防止特例2022により登録抹消され、代替指名選手として初めて一軍に登録された。4月10日に「8番・捕手」でプロ初出場・初先発出場を果たしたが、この試合でチームは佐々木朗希に完全試合を喫した。6月12日の対阪神タイガース戦の第1打席、ジョー・ガンケルから三塁の方向へ転がる打球を打ち、当初はピッチャーゴロでアウトと判定されたものの、リプレー検証の結果、一塁手の大山悠輔が福永へのタッチができていなかったことが認められ、思わぬ形でのプロ初安打となった。
2023年は、一軍では3試合の出場に留まったものの、二軍ではチーム最多の104試合に出場した。オフシーズンの11月から12月にかけて、オーストラリアン・ベースボールリーグのメルボルン・エイシズに派遣されプレーした。
2024年は開幕一軍を勝ち取るも、開幕3日後に登録を抹消された。8月4日にウエスタン・リーグの阪神タイガース戦で、1試合6盗塁阻止を記録した。オフに50万円増の推定年俸1000万円で契約を更改した。

## 選手としての特徴・人物
二塁送球1.8秒台の強肩を持つ。高校・大学で主将を務めているキャプテンシーも持つ。

## 詳細情報

### 年度別打撃成績
| 年 度     | 球 団      | 試 合 | 打 席 | 打 数 | 得 点 | 安 打 | 二 塁 打 | 三 塁 打 | 本 塁 打 | 塁 打 | 打 点 | 盗 塁 | 盗 塁 死 | 犠 打 | 犠 飛 | 四 球 | 敬 遠 | 死 球 | 三 振 | 併 殺 打 | 打 率 | 出 塁 率 | 長 打 率 | O P S |
| --------- | ---------- | ----- | ----- | ----- | ----- | ----- | -------- | -------- | -------- | ----- | ----- | ----- | -------- | ----- | ----- | ----- | ----- | ----- | ----- | -------- | ----- | -------- | -------- | ----- |
| 2022      | オリックス | 5     | 8     | 8     | 0     | 1     | 0        | 0        | 0        | 1     | 0     | 0     | 0        | 0     | 0     | 0     | 0     | 0     | 2     | 0        | .125  | .125     | .125     | .250  |
| 2023      | オリックス | 3     | 2     | 2     | 0     | 0     | 0        | 0        | 0        | 0     | 0     | 0     | 0        | 0     | 0     | 0     | 0     | 0     | 1     | 0        | .000  | .000     | .000     | .000  |
| 2024      | オリックス | 11    | 23    | 22    | 1     | 4     | 0        | 0        | 0        | 4     | 0     | 0     | 0        | 0     | 0     | 1     | 0     | 0     | 6     | 1        | .182  | .217     | .182     | .399  |
| 通算：3年 | 通算：3年  | 19    | 33    | 32    | 1     | 5     | 0        | 0        | 0        | 5     | 0     | 0     | 0        | 0     | 0     | 1     | 0     | 0     | 9     | 1        | .156  | .182     | .156     | .338  |

- 2024年度シーズン終了時

### 年度別守備成績
| 年 度 | 球 団      | 捕手  | 捕手  | 捕手  | 捕手  | 捕手  | 捕手     | 捕手  | 捕手     | 捕手     | 捕手     | 捕手     |
| 年 度 | 球 団      | 試 合 | 刺 殺 | 補 殺 | 失 策 | 併 殺 | 守 備 率 | 捕 逸 | 企 図 数 | 許 盗 塁 | 盗 塁 刺 | 阻 止 率 |
| ----- | ---------- | ----- | ----- | ----- | ----- | ----- | -------- | ----- | -------- | -------- | -------- | -------- |
| 2022  | オリックス | 5     | 22    | 2     | 0     | 0     | 1.000    | 0     | 3        | 3        | 0        | .000     |
| 2023  | オリックス | 3     | 4     | 0     | 1     | 0     | .800     | 0     | 1        | 1        | 0        | .000     |
| 2024  | オリックス | 11    | 53    | 3     | 0     | 1     | 1.000    | 2     | 7        | 6        | 1        | .143     |
| 通算  | 通算       | 19    | 79    | 5     | 1     | 1     | .988     | 2     | 11       | 10       | 1        | .091     |

- 2024年度シーズン終了時[注 1]

### 記録
初記録
- 初出場・初先発出場：2022年4月10日、対千葉ロッテマリーンズ3回戦（ZOZOマリンスタジアム）、「8番・捕手」で先発出場
- 初打席：同上、3回表に佐々木朗希から空振り三振
- 初安打：2022年6月12日、対阪神タイガース3回戦（京セラドーム大阪）、3回裏にジョー・ガンケルから投前内野安打
- 初打点：2025年3月30日、対東北楽天ゴールデンイーグルス3回戦（京セラドーム大阪）、2回裏に辛島航から中前適時打[23]

### 背番号
- 32（2022年[14] - ）